# Chaetomium fusisporum
Chaetomium fusisporum är en svampart som beskrevs av G. Sm. 1961. Chaetomium fusisporum ingår i släktet Chaetomium och familjen Chaetomiaceae.   Inga underarter finns listade i Catalogue of Life.